# 阿根廷小鯷
阿根廷小鯷（学名：Anchoa tricolor）為輻鰭魚綱鲱形目鳀科的其中一種，分布於西南大西洋區的巴西及阿根廷海域，棲息深度可達50公尺，本魚體延長，吻長而尖，約3/4眼徑，臀鰭短，體側具一條銀色條紋，臀鰭軟條16-22條，體長可達11.8公分，喜群游，棲息在沿海，以浮游生物為食，可作為食用魚。

## 擴展閱讀
維基物種上的相關：阿根廷小鯷